# 阿尔弗雷德·哈里逊·乔伊
阿尔弗雷德·哈里逊·乔伊（英語：Alfred Harrison Joy，1882年9月23日—1973年4月18日）是一位美国天文学家，以研究恒星距离、运动和变星而著名。

## 生平
1882年生于伊利诺斯州格林维尔，他是曾任格林维尔市市长、著名服装商 F·P·乔伊的儿子，1903年在格林维尔大学获得学士学位，次年获奥伯林学院文科硕士。毕业后，他到现贝鲁特美国大学的前身-叙利亚新教学院担任天文学教授兼天文台观长。1915年因一战爆发而被迫返回美国。从1915年起到1952年他一直在威尔逊山天文台工作。在那里，他和同事们确定了5000多颗恒星的光谱类型、绝对星等以及距离。乔伊也发现了金牛 T型恒星。他通过研究恒星光谱线的多普勒位移，测定了恒星的远离速度、绝对尺寸、质量以及某些特定恒星的轨道要素的。1931年和1939年他曾二次担任太平洋天文学会主席。
1973年在加利福尼亚帕萨迪纳去世。

## 荣誉
1950年他获得了布鲁斯奖。